# Potočna pirevina
Potočna pirevina (plivajuća pirevina, plivajuća šenika, pačja trava; lat. Glyceria fluitans), vrsta jednosupnica iz porodice trava. Jedna je od nekoliko vrsta pirevina koje rastu u Hrvatskoj.
G. fluitans je vodena trajnica, helofit ili hemikriptofit koji raste po cijeloj Europi i zapadnom Sibiru, a uvezena je i u obje Amerike.
- G. fluitans
- G. fluitans
- G. fluitans
- G. fluitans
- G. fluitans